# Virginia d'Albert-Lake
Virginia d'Albert-Lake - Roush (Dayton (Ohio), 4 juni 1910 – Dinard, 20 september 1997) was een Amerikaanse die tijdens de Tweede Wereldoorlog lid was van het Franse verzet.

## Biografie
Virginia Roush werd geboren in Dayton, Ohio en groeide op in Saint Petersburg, Florida. In 1937 trouwde ze met Philippe d'Albert-Lake, die ze een jaar eerder in Frankrijk had ontmoet. Zij behield de Amerikaanse nationaliteit, hoewel het paar in Frankrijk woonde. Philippe zat als dienstplichtige in het Franse leger toen de Tweede Wereldoorlog uitbrak, en werd gedemobiliseerd na de Franse capitulatie in 1940. Het paar verhuisde naar Parijs omdat zij niet in het familiekasteel bij Dinard konden wonen dat door de Duitsers was bezet.

## De Comèteroute
De d'Albert-Lakes hadden een buitenhuis in Nesles-la-Vallée, veertig kilometer ten noorden van Parijs. In het najaar van 1943 kwam een bakker met de naam Marcel Renard naar hun huis en vertelde dat hij drie Amerikaanse vliegers verborg die waren neergeschoten. Hij zocht iemand die Engels sprak om met ze te kunnen praten. De d'Albert-Lakes hielpen de vliegers en kwamen zo in contact met de Comète-ontsnappingsroute.
In december 1943 ontmoette Philippe Jean de Blommaert, een Belg die voor de Britse militaire inlichtingendienst MI9 werkte, en werd de tweede man van de Parijse afdeling van de Comèteroute. Niet lang daarna werd hij voorzitter van deze afdeling, die toen 29 leden had, onder wie 21 vrouwen. Virginia werd beheerder van onderduikadressen voor vliegers en een gids. De meeste vliegers die door Comète werden geholpen, waren boven België neergeschoten of hadden een noodlanding gemaakt. Zij kregen burgerkleding en valse identiteitsbewijzen en een training om Europees te lijken voor zij door een gids per trein naar Parijs werden gebracht. Van Parijs bracht een andere gids, vaak Michelle Dumon, ze met de trein naar de Spaanse grens, waar Elvire de Greef regelde dat zij over de grens werden gesmokkeld naar het neutrale Spanje. Vanuit Spanje keerden de vliegers terug naar Engeland. Virginia's taak was de vliegers op te vangen als zij op een station in Parijs aankwamen en ze te verbergen tot ze verder konden reizen naar Spanje. Ze bracht 67 vliegers onder in appartementen in Parijs of in haar huis in Nesles.
Begin 1944 was er een crisis in de Comèteroute doordat de Duitsers leden hadden gearresteerd. Virginia liep extra risico gearresteerd te worden doordat zij Frans sprak met een Amerikaans accent en op haar identiteitsbewijs stond dat zij in de Verenigde Staten was geboren.

## Arrestatie
Zware geallieerde bombardementen in Frankrijk in het voorjaar van 1944 ontregelden het transport, vooral van de spoorwegen, en bemoeilijkten het vervoer van vliegers naar Spanje. Project Marathon was een alternatief plan van MI9 om geallieerde vliegers in boskampen bij elkaar te brengen, waar ze de bevrijding van Frankrijk moesten afwachten. Een van de gekozen locaties was het bos van Fréteval, 150 kilometer ten zuidwesten van Parijs bij de stad Châteaudun. De d'Albert-Lakes namen het op zich de vliegers van Parijs naar Châteaudun te brengen, waar lokale mensen ze zouden opvangen.
Op 11 juli 1944, vijf dagen na de geallieerde invasie in Normandië, geloofden de d'Albert-Lakes dat zij gevaar liepen gearresteerd te worden door de Gestapo. Zij besloten zij hun appartement in Parijs te verlaten om zich te verbergen in het bos van Fréteval en verlieten Parijs met elf vliegers. De treinreis werd bij Dourdan onderbroken door een geallieerd bombardement, zodat ze daar in kleine groepjes uiteengingen om te voet de 85 kilometer naar Châteaudun af te leggen. De volgende dag, dicht bij Châteaudun, werd Virginia aan gehouden door drie Duitse soldaten. Zij was samen met zeven vliegers en een gids, Michelle Fredon. Een van de Duitsers sprak Frans en hoorde haar Amerikaanse accent. Hij ontdekte ook dat haar identiteitsbewijs aangaf dat ze in de Verenigde Staten geboren was, en ze werd gearresteerd. Virginia had een groot bedrag aan geld bij zich en een lijst van de namen en adressen van contacten in Châteaudun. Ze verscheurde de lijst en at de snippers op. Een van de vliegers werd gelijk met haar gearresteerd, de zes andere vliegers en de gids ontsnapten.

## Gevangenschap
D'Albert-Lake werd aanvankelijk opgesloten in gevangenissen bij Parijs. Ze hoopte dat geallieerde militairen spoedig Parijs zouden innemen en haar bevrijden, maar op 15 augustus, toen ze het geallieerde artillerievuur al kon horen, werden zij en vele andere vrouwelijke gevangenen in treinwagons geladen en naar Ravensbrück gebracht. Later werd ze overgebracht naar de kampen in Torgau en Königsberg en weer terug naar Ravensbrück. Er waren maar drie Amerikaanse vrouwen in het kamp en een paar Britse, en zij kregen een iets betere behandeling dan andere nationaliteiten. In plaats van het zware werk dat de andere gevangenen moesten doen, werkte d'Albert-Lake in de kampkeuken. De behandeling verbeterde ook in het begin van 1945, toen de Duitse bewakers begrepen dat de oorlog snel afgelopen zou zijn. Op 29 februari 1945 werden d'Albert-Lake en een prominente Franse gevangene, Genevieve de Gaulle-Anthonioz, overgebracht naar een Rode-Kruiskamp in Liebenau, waar ze de zorg kregen die nodig was om te overleven. Zij woog nog slechts 35 kilo.
D'Albert-Lake werd op 21 april 1945 bevrijd door het Franse leger. Op 27 mei was ze terug in Parijs. Geen van haar vrienden overleefde de concentratiekampen en zij schatte dat maar 25 vrouwen van haar groep van 250 nog in leven waren aan het eind van de oorlog.

## Na de oorlog
Virginia's echtgenoot Philippe was na haar arrestatie Frankrijk ontvlucht. Het echtpaar werd herenigd en kreeg een jaar later een zoon. Philippe ging in de antiekhandel en Virginia verkocht antieke poppen aan Amerikaanse klanten. Zij woonden in Bretagne op het familielandgoed bij Dinard. Zij overleed in 1997 op de leeftijd van 87 jaar. Philippe stierf in 2000.

## Onderscheidingen
- Medal of Freedom met bronzen palm (Verenigde Staten)
- Orde van het Britse Rijk (Verenigd Koninkrijk)
- Oorlogskruis (Frankrijk)

- Bibliothèque nationale de France: cb124374534 (data)
- Gemeinsame Normdatei: 119293897
- International Standard Name Identifier: 0000 0000 3595 880X
- Library of Congress Control Number: n95043101
- Nationale Bibliotheek van Israël: 987007398397605171
- Nederlandse Thesaurus van Auteursnamen: 323968961
- SNAC: w6jh4kqx
- Système universitaire de documentation: 033515069
- Virtual International Authority File: 46853249
- WorldCat: E39PBJxmFbBCRQwpdytmRtmWXd